# 堤天心
堤 天心（つつみ てんしん、1977年（昭和52年）9月15日 - ）は日本の実業家。USEN-NEXT HOLDINGSの取締役やその子会社U-NEXT（2代目法人）の代表取締役社長などを務める。

## 来歴
開成中学校・高等学校、東京大学工学部卒業。
リクルート、USEN（初代法人）のU-NEXT事業部長を経て、2010年にU-NEXT（初代法人）の取締役に就任。後に同社子会社のU-NEXTマーケティングやY.U-mobile取締役に就任した。
2017年12月のU-NEXT（初代法人）がUSEN（初代法人）との経営統合によりUSEN-NEXT　HOLDINGSへの商号変更、持株会社化して以降も引き続き同社の取締役となると同時に、事業子会社として新設されたU-NEXT（2代目法人）の代表取締役社長に就任した。

## 経歴
- 2002（平成14）年
  - 4月：株式会社リクルート入社
- 2006（平成18）年
  - 7月：株式会社USEN（初代法人）入社
- 2010（平成22）年
  - 11月：同社U-NEXT事業部長就任。
  - 12月:株式会社U-NEXT（初代法人）取締役事業統括本部長就任。
  - 12月:株式会社U-NEXTマーケティング取締役兼任（現任）。
- 2013（平成25）年
  - 12月：株式会社U-NEXT（初代法人）取締役NEXT事業本部長就任
- 2017（平成29）年
  - 6月:株式会社Y.U-mobile取締役兼任（現任）。
- 12月:株式会社USEN-NEXT　HOLDINGS取締役（現任）。
- 12月:USEN-NEXT　HOLDINGSの事業子会社の一つである株式会社U-NEXT（2代目法人）代表取締役社長就任（現任）。

## 参考資料
- 『2014年12月有価証券報告書』（プレスリリース）U-NEXT（現USEN-NEXT　HOLDINGS）　、2015年3月30日。2019年4月19日閲覧。
- 『2018年8月有価証券報告書』（プレスリリース）USEN-NEXT　HOLDINGS　、2018年11月30日。2019年4月19日閲覧。